# تپه کانی زرین
تپه کانی زرین مربوط به هزاره دوم و۱ قبل از میلاد است و در شهرستان سقز، بخش صاحب، روستای علی‌آباد واقع شده و این اثر در تاریخ ۵ آذر ۱۳۸۰ با شمارهٔ ثبت ۴۴۷۶ به‌عنوان یکی از آثار ملی ایران به ثبت رسیده است.